# Britannic (film, 2000)
Britannic je ameriški vohunsko romantičen film iz leta 2000, ki ga je napisal in režiral Brian Trenchard-Smith. Film govori o izmišljeni zgodbi potopa bolniške ladje HMHS Britannic novembra 1916 pred grškim otokom Kea, kjer nemški vohun sabotira ladjo, ki je pluje pod britansko vojsko. V glavnihih vlogah sta nastopila Edward Atterton in Amanda Ryan, nastopili pa so tudi Jacquiline Bisset, Ben Daniels, John Ryhs-Davies in Bruce Payne. Prvič je bil film premierno predvajan na kabelski mreži Fox Family, nato pa je bil predvajan v Združenem kraljestvu na Channel 4.
Režiser Trenchard-Smith je dejal, da je bil film najboljši izmed treh filmov o katastrofah, ki jih je posnel tisto leto. Film je postal bolj priljubljen od filma The Omega Code 2.

## Vsebina
Iz Southamptona leta 1916 HMHS Britannic (sestrska ladja potopljene ladje RMS Titanic) izpluje kot bolniška ladja na katero se vkrca veliko zdravnic in nekaj potnikov. Med potniki se na ladjo vkrca Lady Lewis, ki z otroki potuje v Grčijo, kjer njen mož v Dardanelah dela, kot veleposlanik. Njeno potovanje spremlja njena gospodinja Vera Campbell, ki je prestrašena zaradi plovbe, saj je pred štirimi leti preživela potop Titanica v katerem je izgubila svojega moža, na krovu pa je tudi zaradi suma, da je na ladji vohun. O svoji misiji poroča kapitanu Barrettu, ki dvomi, da lahko ženska opravi tako misijo. 
Medtem se na Britannic vkrca tudi nemški vohun, ki se predstavlja kot ladijski kaplan, Kaplan Reynolds, ki pozneje odkrije, da ladja na skrivaj prevaža veliko količino nevarnega orožja in streliva namenjenega v Kairo, čeprav je kapitan Barrett dejal, da je puške na krovu nastavil tudi z namenom, da bi zaščitil ladjo. Po vojaških pravilih Reynolds meni, da je prevažanje tako nevarnega streliva in orožja protizakonito, zato sproži vrsto sabotaže in s svojimi prijatelji naredi načrte, da ladjo prevzamejo in jo potopijo. Po odhodu iz Neaplja se Reynolds odloči potopiti ladjo. 
Vsak sabotažni napad prepreči Vera ob merabitnem sodelovanju posadke, medtem, ko bojna ladja HMS Victoria potopi nemško U-podmornico, ki napade Britannic. Ker se Vera zaveda, da je odgovorna, se med nadeljevanjem plovbe med Vero in Reynoldsom splete prijateljstvo. Med potovanjem skupaj preživita veliko časa in se v sobi tudi ljubita. Vera in doktor Baker pozneje odkrijeta Reynoldsovo pravo indedniteto, ko ta ubije Bakerja in lažje poškuduje Vero, nato pa s seboj odnese polno steklenico etra ter odhiti v kotlovnico, da bi sestavil bombo. Pri tem Reynolds odpre vsa neprepustna vrata ter z sekiro uniči napajalni tokorg, zaradi česar ostanejo neprepustna vrata odprta, medtem ko posadka opazi izgubo električne energije na ladji. Medtem se Vera zbudi in odhiti v kotlovnico, da bi ustavila Reynoldsa.
Reynolds nato Veri razkrije svoje pravo ime, Ernst Tilbach ter ji pove, da bo potopil ladjo. Čeprav Vera ustreli Ernsta, pa ta vrže bombo v skladišče za premog. Pri tem bomba eksplodira in poči ladijski trup na levi strani pod vodno gladino, zaradi česar začne ladja toniti. Ladja poskuša pripluti do otoka Kea, vendar to povzroči, da začne še hitrje toniti. Ko Vera pride na palubo ugotovi, da je William, eden od otrok Lady Lewis, izginil. Ernst ji ga pomaga najti in uspe jima ga pripeljati do čolna še preden ga spustijo v vodo. Druga velika eksplozija povzroči, da se Ernst ujame v nek poplavljen prostor v podpalubju. Ko Vero prisiljo, da naj se vkrca v čoln, oddide rešiti Ernsta. Najde ga in s pomočjo orodja ji ga uspe rešiti ter nato skupaj plavata skozi poplavljene kabine, rešetke, hodnike in na koncu skozi odprto okno odplavata na površje, kjer se rešita na napol spuščen čoln. 
Ko se Vera in Ernst rešita, opazita en reševalen čoln napolnjen z ljudmi, ki ga valovi vlečejo v Britannicove še vedno delujoče propelerje. Z grozo zagledata kako propeler raztrga čoln in njegove potnike na kose. Nato Ernst obveže Vero z vrvjo, vrženo z bližnega čolna. Kljub njenim protestom, da ju je mogoče oba rešiti, jo Ernst poljubi in zavezano vrže v morje. Kmalu se vrvi čolna raztrgajo in tudi tega začnejo valovi vleči v propelerje. Ernst se odloči za samomor in ostane v čolnu. Minuto pozneje propeler tudi njega v čolnu raztrga na kose in umre. Kmalu se ladja prevrne na desni bok zaradi česar se zrušijo vsi dimniki in se hitro potopi. Na tisoče ljudi se reši z reševalnimi čolni. Pozneje na kraj nesreče pripluje HMS Victoria (ki je predtem pomagala Britannicu med napadom z U-podmornico) ter reši preživele potnike. V spomin na ta dogodek Vera prepeva pesem iz romana Childe Harold, Lyorda Bryona.

## Vloge
- Edward Atterton kot Kaplan Reynolds in nemški vohun Ernst Tillbach

- Amanda Ryan kot Vera Campbell

- Jacquiline Bisset kot Lady Lewis

- Elanor Oakley kot Sarah Lewis

- Archie Davies kot William Lewis

- Ben Daniels kot prvi častnik Townsend

- John Ryhs-Davies kot kapitan Barrett

- Bruce Payne kot Doktor Baker

- Alex Ferns kot kurjač Evans

- Ed Stobart kot častnik Mayfeild

- Adam Bareham kot ladijski operater Coldish

- Wolf Kahler kot kapitan Kruger

- David Lumsden kot podmorniški operater

- Martin Savage kot Sweeney

- Francis Magee kot Reilly

- Phillip Rham kot Jurgens
- Daniel Tatarsky kot Martin
- David Begg kot ladijski mornar
- John Atkin kot ladijski stražar
- Sean Baker kot poklovnik Marston
- Susannah Wise kot medicinska sestra

## Produkcija
Produkcija se je začela v začetku leta 1999. Zgodovinar Simon Mills je od Trenchard-Smitha izvedel, da je film izmišljen in ni mišljen kot zgodovinsko točen. Ko je opazil, da je bil kapitan Charles Alfred Bartlett izmišljen kot "kapitan Barrett", so mu povedali, da je bilo ime spremenjeno iz pravnih razlogov. Čeprav je zahteval, da Millsa označijo kot "tehničnega svetovalca" v podatkih po koncu filma, so ga poimenovali  kot "zgodovinskega svetovalca". Snemanje je potekalo v Bray Film Studios, črpalnici Kempton Park, cerkvi sv. Stefana in hiši Victoria.

## Kritike
David Kronke, iz Los Angeles Daily News, je bil nekoliko komplementaren glede humorja in kratke dolžine filma v primerjavi s Titanikom iz leta 1997, vendar je menil, da ga je film pokvaril v zadnje pol ure, zaradi slabo izpeljanega zapleta in da vrhunec preveč podoben Cameronovemu filmu. Kritičen je bil tudi do nastopa Jacqueline Bisset.
Ray Richmond, ki je pisal za Variety, je menil, da je film poskusil unovčiti priljubljenost filma iz leta 1997, vendar brez enakovrednega proračuna, in menil, da film je naredil "vse, kar je bilo v njegovi moči, da posnema [...] 'Titanic'". Kritiziral je posebne učinke in zaključil, da je '"vsebina največja žrtev.'"
Chris Cox z myReviewer.com je film Britannic označil za "grozen film, ki si zasluži, da se potopi na dno morja in se pridruži razbitini ladje".